# Jeffrey Gouweleeuw
Jeffrey Gouweleeuw (* 10. července 1991, Heemskerk, Nizozemsko) je nizozemský fotbalový obránce, který v současné době hraje v klubu FC Augsburg.

## Klubová kariéra
V Nizozemsku nejprve profesionálně působil v SC Heerenveen, kde dříve hrával v mládežnických týmech. V červenci 2013 přestoupil do AZ Alkmaar. Začátkem ledna 2016 přestoupil do německého prvoligového klubu FC Augsburg.

## Reprezentační kariéra
Jeffrey Gouweleeuw hrál za nizozemský reprezentační výběr U21.